# Јеванђеље по Матеју
Јеванђеље по Матеју (транслит.) је једно од четири канонска јеванђеља и прва књига Новог завета. Скраћеница за ово јеванђеље је Мт.
Матејево јеванђеље је написано касније од Марковог јеванђеља, које користи као извор. Написано је на грчком, око 85-95. године и углавном обухвата тематику Марковог јеванђеља као и другу грађу. Тек једна четвртина Матијиног јеванђеља је јединствена по свом приказу и углавном се тиче односа између Исуса и других Јевреја. Хебрејска Библија се цитира с поштовањем, али су неки савремени учитељи негативно окарактерисани као „слепе вође“. Исус проповеда нови вид моралности (види Бесједа на Гори) и оснивач је нове заједнице.
Предање каже да је аутор апостол Матеј, што и неки научници подржавају. Међутим, већина данашњих научника верује да Јеванђеље по Матеју није саставио апостол Матеј нити било ко од очевидаца. Његов уредник (или уредници) су зависили од ранијих извора као што су Јеванђеље по Марку и претпостављени Q документ.

## Књижевна врста
Матеј преноси традицију коју је примио од прве Цркве о Исусу и хришћанском животу те у исто време стваралачки обликује те традиције у нове, с новим нагласцима. При писању има неколико циљева: поучити и осоколити чланове своје заједнице, дати грађу за литургијска читања и проповеди, упутити мисионарски позив онима који су добре воље, бранити веру хришћана од непријатељски настројених критичара и бранити је од супарника. Послужио се с две велике врсте грађе да постигне те циљеве, а то су прикази о догађајима и говори.

## Аутор и време настанка
Матејево јеванђеље не говори ништа о свом писцу. Најстарија црквена предања (Папија, бискупа из Хијераполиса у првој половини 2. века) приписују јеванђеље апостолу Матеју Левију. Многи црквени оци (Ориген, Јероним, Епифаније) иду у истом правцу. Неки су писци хтели пронаћи доказе како би се апостолу могао приписати првобитни, арамејски или хебрејски облик из којег је настао, грчки Матеј. Стога, не знајући тачно име писца, ваља се задовољити са неколико црта које се налазе у самом Јеванђељу: писац се разуме у свој посао, врстан је познавалац Писма и јеврејских предања, познаје и поштује верске вође свог народа, али им се сирово обраћа, разумије се у Исусово умеће поучавања и у његов начин уразумљивања својих слушатеља те увек наглашава практичне последице његова учења.
Према хипотези о арамејском Матеју, јеванђеље је било намењено Јеврејима и преобраћеницима који су говорили арамејски. По хипотези о грчком Матејевом јеванђељу, оно је упућено Јеврејима који су говорили грчки и хришћанима јеврејског порекла.
С обзиром да је било потребно одређено време за настајање, те обликовање усменог наука, неки претпостављају да је арамејски Матеј настао око 40—50. године. Истовремено су настали и преводи на грчки. Канонски Матеј био је у извесној мери зависан о Марку, те се претпоставља да није могао бити написан пре 65. године, која је најверојатније време постанка Марковог јеванђеља. Део католичких стручњака сматра да је Матеј написан пре 70. године, кад су Римљани разорили Јерусалим, но има такође врсних стручњака који сматрају да је грчки Матеј настао нешто након 70. године.

## Структура
Јеванђеље по Матеју састоји се од седам складних делова:
1. Детињство обећаног месије Исуса Христа (Мт 1-2),
2. Проглас начела царства небеског (Мт 3-7),
3. Проповедање царства небеског (Мт 8-10),
4. Скромна и тајанствена нарав царства небеског (Мт 11-13),
5. Почеци царства небеског: оснивање цркве (Мт 14-18),
6. Припрема за долазак царства небеског (Мт 19-25) и
7. Мука и ускрснуће Исусово (Мт 26-28).

## Порука књиге
Ово јеванђеље има два жаришта: Исуса као Христа и скори долазак Божјег царства које Исус наговештава. Ове две теме врло су уско повезане на почетку јеванђеља, где је Исус представљен као краљевски Син Божји и Бог с нама, те на крају где је Исусу као Сину Човечјем дата сва (божанска) власт над Царством Божјим, на небу и на земљи. Краљевство Божје велики је предмет наде, молитве и наговештавања који повезује цело ово јеванђеље, посебно пет великих говора те даје есхатолошки видик и циљ. Јеванђеље садржи Божје коначно и последње обећање спасења откупљеном човечанству, на земљи као и на небу, у времену и вечности, социјално и политички као и лично, те укључује правду, мир и радост.

## Поређење са другим канонским јеванђељима
Јеванђеље по Матеју, слично као и Јеванђеље по Луки, обухвата скоро цело Јеванђеље по Марку, задржавши нетакнуту окосницу, али додаје Исусов родослов и приче о Исусовом рођењу и младости на почетак јеванђеља и догађање после васкрсења на крају јеванђеља. Многи научници верују да је Јеванђеље по Матеју проширена верзија Јеванђеља по Марку, као и креативна реинтерпретација извора, која наглашава Исусово учење исто колико и његова дела, и чини суптилне промене да нагласи Исусову божанску природу - на пример, Марков младић који се појављује у Исусовом гробу је постао анђео у Јеванђељу по Матеју. Приче о чудима у Јеванђељу по Марку не показују божанску природу Исуса, пошто та идеја није пронађена у том јеванђељу, већ потврђују Исусов статус божјег изасланика (како је Марко схватио појам месије).
Постоји велико неслагање око хронологије описане у јеванђељима по Матеју, Марку и Луки са једне стране и хронологије у јеванђељу по Јовану на друге: све четири слажу да је Исусова јавно проповедање почело након сусрета са Јованом Крститељем, али Матеј, Марко и Лука настављају ову причу са проповедањем и лечењем по Галилеји, а потом путовањем у Јерусалим где се дешава инцидент у храму, а завршавају се распећем на дан Пасхе. Јован, с друге стране, ставља инцидент у храму на почетак Исусовог проповедања, Исус неколико пута путује у Јерусалим, и ставља распеће непосредно пре празника Пасхе, на дан када се јагњад жртвују у Храму. Матеј се слаже са Павлом да незнабошци не морају да буду обрезани да би ушли у Цркву, али за разлику од Павла (и слично Луки) је веровао да је Мојсијев закон још увек на снази, што би значило да су Јевреји унутар Цркве морали да га поштују.
Јеванђеље по Матеју је једино јеванђеље које помиње Јосифово и Маријино бекство са младим Исусом у Египат. Научници верују да је Матеј уврстио овај одељак како би се чинило да је испуњено пророчанство из Књиге Осијеве о Исусовом повратку из Египта. Међутим, Књига Осијева говори о изласку Јевреја из Египта под Мојсијем. Јеванђеља по Матеју и Луки наводе Христов родослов по ком је Јосиф потомак краља Давида како би се чинило да је испуњено пророчанство да ће месија бити краљевског рода, како је описано Књизи пророка Данила. Међутим, ова два јеванђеља се драстично разликују по броју генерација и по линији наслеђивања.

## Историчност и контроверзе
Као и остале исповести о животу Месије, Јеванђеље по Матеју садржи контроверзне описе, које привлаче пажњу скептичних. Свети списи у себи носе тако значајну моралну поруку, да би недоследности – као што су рецимо историјске – биле фаталне, уколико би се протумачиле као лаж. Како може света и морална поука да уједно износи и баналности? Библија је једна од оних древних књига (укључујући и класике као што су Херодот, Манетон, Јосиф Флавије или Плиније; види: Историографија) које садрже мноштво проверљивих историјских података.
Од класичних потешкоћа којима су теологе суочили археолози, а везано за Матејево јеванђеље је постојање или непостојање доказа да је сам Пилат који је осудио Исуса Христа уопште и био римски прокуратор Јудеје. Наиме, то осим Библије, други древни списи нису тврдили, нити су за то археолози имали опипљивих доказа. Све док 1961. године у Цезареји није откривен Пилатов камен.
Скептици се позивају између осталог и на чињеницу да је Јеванђеље по Матеју једино јеванђеље које помиње покољ деце у Витлејему које је наредио краљ Ирод Велики. Међутим, покољ деце у Витлејему и околини нигде се у римским или јеврејским изворима не спомиње. Тешко је веровати да би Иродови непријатељи, који су написали већину сачуваних сведочења о њему, тако нешто пропустили.
Ти још непотврђени детаљи ни у чему не руше интегритет и кредибилитет Светих списа, јер је проучавање историје динамична област, у којој – уз помоћ њених примењених области, као што је археологија – још има тога да се открије. За то време и даље неопозиво стоји морална порука Матејевог јеванђеља, и осталих делова Светог писма.